# Région de Siparia
La région de Siparia est l'une des neuf régions de l'île de Trinité à Trinité-et-Tobago.